# 칼리다사

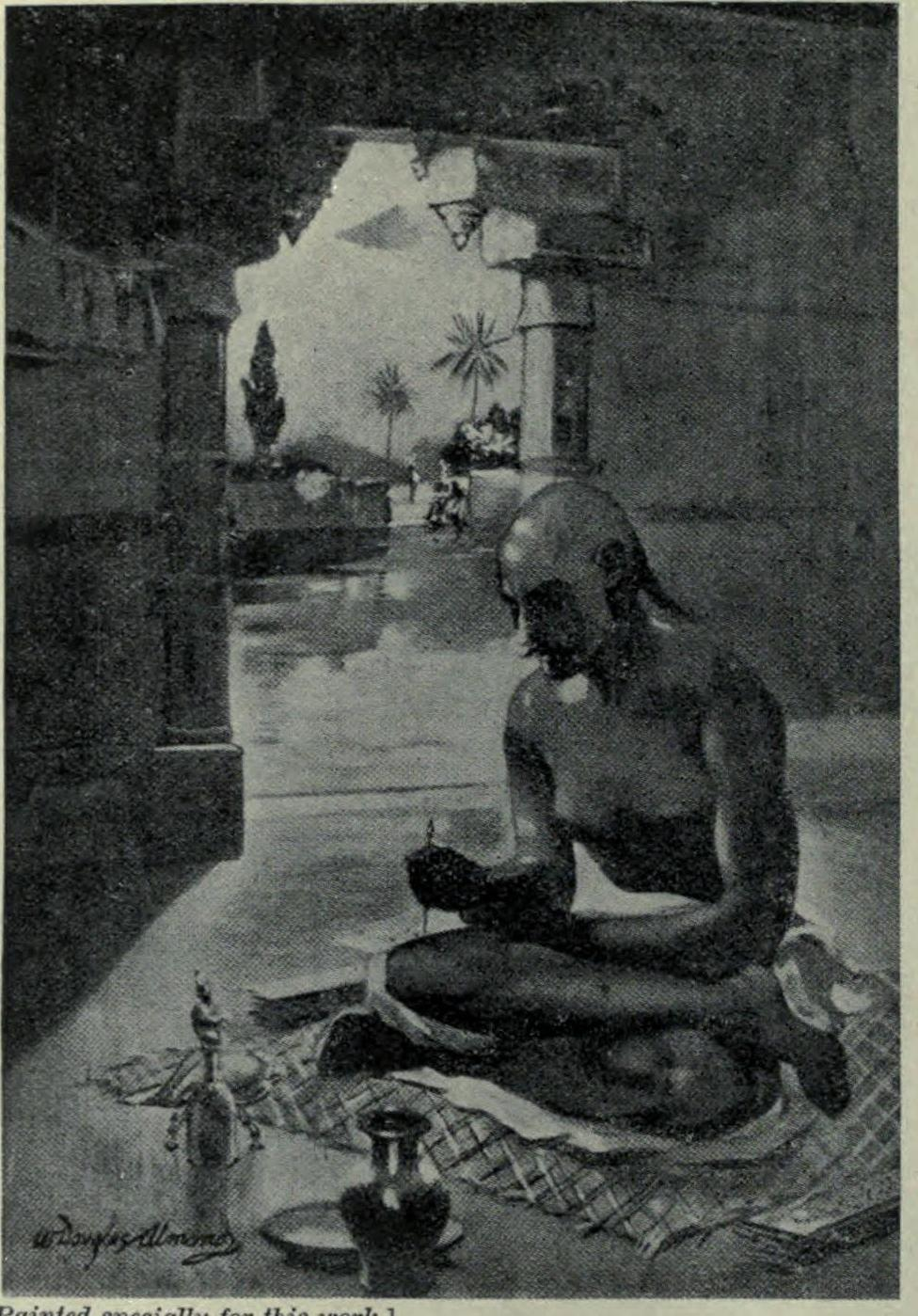
칼리다사

칼리다사(산스크리트어: कालिदास)는 고대 인도의 시인·극작가이다. 연대도 그에 관한 전기도 명확하지는 않으나 우자이니의 비크라마디트야 왕(375-413 : 굽타 제국의 찬드라굽타 2세를 지칭한다)의 궁정 시인이었다고 한다. 인도 문학 사상 최대의 작가라고 하며 산스크리트극의 걸작 《샤쿤탈라》 외에 희곡 2편, 서정시·서사시 각 2편을 남겼고 각 방면의 최고 수준을 나타내고 있다.

## 같이 보기
- 산스크리트 문학
- 바바부티